# Дон Карлос (пьеса)
«Дон Ка́рлос, инфа́нт испа́нский» (нем. Don Karlos, Infant von Spanien) — драматическая поэма Фридриха Шиллера в пяти актах, написанная в 1783—1787 годах. Повествует об общественных и политических конфликтах начала Восьмидесятилетней войны, в ходе которой нидерландские провинции завоевали независимость от Испании, а также о социальных и семейных интригах при дворе короля Филиппа II.

## История написания
Пьеса написана на сюжет новеллы французского писателя Сен-Реаля (1639—1692). Существует два сценических варианта — стихотворный и прозаический.

## Первые издания и постановки
Издания: Первая публикация — 1785 (1-й акт с предисловием автора, «Рейнская Талия»); первая публикация полностью − 1787 (Лейпциг, изд. Гешен).
Постановка 9 апреля 1787 в Мангеймском театре (Филипп — Иффланд, Елизавета — Риттер, Дон Карлос — Бек, Поза — Бек, Альба — Бейль, Эболи — Ватхофт).
Среди исполнителей в XVIII и XIX веках: Бассерман, Брокман, М. Девриент, Зейдельман, Зонненталь, Кайнц, Фихтер (Дон Карлос), Аншюц, Баумейстер, П. Вольф, Вагнер, Э. Девриент, Зонненталь, Зейдельман, Матковский, Эслаир (Поза). В XX веке пьесу ставили театры в Карлсруэ (1903), Дюссельдорфе (1907), «Немецкий театр», Берлин (1909, реж. Рейнхардг Поза — Моисеи), Театр в Цюрихе (1914), Аугсбурге (1920), «Народная сцена», Вена (1929), Театр им. Петефи, Будапешт (1956), Нар. театр им. К. Сарафова, София (1956) и др.

## Переводы на русский язык
Сначала были переведены некоторые сцены из пьесы. Авторы переводов:
- Софиин (публикация: «Благонамеренный», изд. А. Измайловым, 1821, ч. XVI)
- П. Г. Ободовский (публикация: «Театральный альманах на 1830 год», СПб, 1830); причём это был первый литературный опыт Платона Ободовского, пьесу сразу же взял Каратыгин для своего бенефиса.

Полный перевод: М. Н. Лихонин (М., 1833); М. М. Достоевский (1844, изд. 1848)
Из советских переводов: В. Левик, «Дон Карлос, инфант Испанский. Драматическая поэма», в кн.: Шиллер Ф., Избр. произведения в 2 томах, т. 1, М., 1959.
Есть переводы Грекова, Е. А. Шварц, и др.

## Постановки в России
- Самая первая постановка в России — в переводе Ободовского — 4 февраля 1829 в Александринском театре (в бенефис В. Каратыгина; Филипп — Я. Брянский, Елизавета — А. Каратыгина, Дон Карлос — В. Каратыгин, Эболи — М. Валберхова, Поза — И. Борецкий, герцог Альба — П. Толченов, граф Лерма — П. Радин).
- 1830 — Малый театр (Дон Карлос — П. Мочалов). Последующие возобновления Малого театра — 1859 (пер. Грекова; Елизавета — Н. Медведева, Поза — И. Самарин) и 1894 (бенефис А. Южина; Филипп — А. Ленский, Елизавета — М. Ермолова, Дон Карлос — М. Багров, А. Ильинский, Эболи — Е. Лешковская, Поза — А. Южин, герцог Альба — К. Рыбаков).
- 1889 — театр Е. Горевой, Москва (Дон Карлос — М. Дальский, Поза — М. Петипа);
- Озерковский театр (1892);
- театр «Соловцов», Киев (1901).

- Первая постановка на советской сцене — 15 февраля 1919, в день открытия Большого драматического театра, Петроград (в Большом зале Консерватории; пер. Грекова, реж. А. Лаврентьев, худ. В. Щуко, комп. Б. Асафьев; Филипп — Н. Монахов, Елизавета — А. Колосова, Дон Карлос — В. Максимов, Поза — Ю. Юрьев).
- Театр Незлобина, Москва (1918; Филипп — А. Нелидов, Дон Карлос — Лихачёв);
- Театр Комедии (б. Театр Корша, 1922, реж. Сахновский, худ. И. Рабинович; Филипп — М. Ленин, Елизавета — Парамонова, Дон Карлос — В. Максимов, Эболи — Н. Бершадская, Поза — Н. Радин, Доминго — В. Топорков);
- Малый театр (1933; реж. Марджанов, худ. Арапов; Филипп — М. Ленин, П. Садовский, Елизавета — Белевцева, Дон Карлос — Лепштейн, Эболи — Е. Гоголева, Поза — Аксёнов, В. Ольховский).
- 2009 — Большой драматический театр имени Г. А. Товстоногова (Санкт-Петербург), перевод — Е. А. Шварц, постановка — Т. Н. Чхеидзе, худ. — Г. В. Алекси-Месхишвили; Филипп — В. М. Ивченко, Дон Карлос — И. В. Ботвин, Елизавета Валуа — И. А. Патракова, Поза — В. А. Дегтярь

## Использование в искусстве
- По мотивам пьесы Верди создал оперу «Дон Карлос».
- Персонаж Великий инквизитор в переводе пьесы Михаила Достоевского дал толчок Фёдору Достоевскому при написании им притчи «Великий инквизитор» в романе «Братья Карамазовы».